# Egzarchat Gruziński
Egzarchat Gruziński (Грузинский Экзархат) – administratura Rosyjskiego Kościoła Prawosławnego obejmująca teren dawnych państw gruzińskich (Królestwo Kartlii i Kachetii, Królestwo Imeretii i mniejsze państwa) po ich wcieleniu do Imperium Rosyjskiego.

## Historia
Decyzją cara Aleksandra I Romanowa i Świątobliwego Synodu Rządzącego Rosyjskiego Kościoła Prawosławnego w związku z faktyczną utratą niepodległości przez Gruzję ogłoszone zostało odebranie autokefalii Gruzińskiemu Kościołowi Prawosławnemu. Początkowo Synod zamierzał zachować w Gruzji dotychczasowy podział administracyjny na 13 eparchii, jednak ostatecznie zdecydowano o erygowaniu dwóch większych administratur i zlikwidowaniu wcześniej istniejących. W lipcu 1811 powstały eparchia mcchecka i karlińska, na czele której miał stać egzarcha Gruzji z godnością metropolity, oraz eparchia alawerdzka i kachetyńska. Egzarchom Gruzji nadano również stałe członkostwo w Świątobliwym Synodzie Rządzącym. Już w 1814 tytuł egzarchy zmieniono na metropolita gruziński i imeretyński, zaś w 1818 zunifikowano obydwie eparchie w Gruzji w jedną, kartlińską i kachetyńską. Podział taki funkcjonował do 1856. Następnie egzarchat podzielono na eparchie kartlińską i kachetyńską, imeretyńską, gurijsko-megrelską (od 1885) oraz suchumską (od 1885). Siedziba egzarchów mieściła się w Tyflisie.
Zwalczaniu gruzińskiej tradycji liturgicznej i poczucia odrębności towarzyszyły przy organizacji Egzarchatu represje ze strony wojska i administracji rosyjskiej. W 1820, z powodu sprzeciwu wobec rusyfikacji gruzińskiego prawosławia aresztowani zostali arcybiskupi Gelati i Kutaisi. Kierujący dotąd eparchią Kutaisi arcybiskup Dosyteusz zmarł wskutek pobicia przez carski oddział kozacki. 
Od początku XX wieku, w miarę rozwoju gruzińskiego ruchu narodowego, coraz silniej artykułowany był postulat przywrócenia autokefalii Kościoła gruzińskiego. W 1905 Świątobliwy Synod Rządzący stanowczo odrzucił te żądania.
W 1917 sobór duchowieństwa i świeckich Gruzji ogłosił jednostronnie przywrócenie autokefalii Gruzińskiego Kościoła Prawosławnego, co nie zostało uznane przez inne Kościoły prawosławne jako akt kanoniczny. Wybrany na zwierzchnika Kościoła Kirion (Sadzagliszwili) przyjął restytuowany tytuł Katolikosa-Patriarchy. Rosyjski Kościół Prawosławny, nie uznając Kościoła gruzińskiego, zlikwidował Egzarchat Gruziński w 1917, powołując na jego miejsce Egzarchat Kaukazu, nie odzyskał jednak kontroli nad administraturami prawosławnymi w Gruzji.

## Egzarchowie
W momencie likwidacji Gruzińskiego Kościoła Prawosławnego jego zwierzchnik, Katolikos-Patriarcha Antoni II stracił urząd i musiał przejść w stan spoczynku. Pierwszym egzarchą Gruzji został gruziński arcybiskup Warłaam (Eristawi). Był on zarazem jedynym Gruzinem piastującym tę godność; jego następcy rekrutowali się spośród hierarchów rosyjskich:
- Warłaam (Eristawi), 1811–1817
- Teofilakt (Rusanow), 1817–1821
- Jonasz (Wasiljewski), 1821–1832
- Mojżesz (Bogdanow-Płatonow-Antipow), 1832–1834
- Eugeniusz (Bażenow), 1834–1844
- Izydor (Nikolski), 1844–1858
- Euzebiusz (Iljinski), 1858–1877
- Joannicjusz (Rudniew), 1877–1882
- Paweł (Lebiediew), 1882–1887
- Palladiusz (Rajew-Pisariew), 1887–1892
- Włodzimierz (Bogojawleński), 1892–1898
- Flawian (Horodecki), 1898–1901
- Aleksy (Opocki), 1901–1905
- Mikołaj (Nalimow), 1905–1906
- Nikon (Sofijski), 1906–1908
- Innocenty (Bielajew), 1909–1913
- Aleksy (Mołczanow), 1913–1914
- Pitirim (Oknow), 1914–1915
- Platon (Rożdiestwienski), 1915–1917